# 津田富士男
津田 富士男（つだ ふじお、1952年1月5日 - ）は、大阪府出身の元競艇選手。

## 来歴
2代目本栖チャンプの37期生としてデビューし、史上2人目となるデビュー期6点勝率でのA級昇級を決め、1980年代にはスタートと同時に1マークに向かって絞っていく「絞りまくり」で一世を風靡。
GI8勝は養成所チャンプでは太田和美・高山秀則・田村隆信・池田浩二に続き、特に尼崎で1984年の開設32周年、1988年と1992年に開催された近畿地区選手権競走を優勝。
1987年には常滑開設34周年記念「全国争覇特別競走」で優勝し、1988年8月9日の第34回モーターボート記念競走（浜名湖）では松野寛の2着に入った。
1998年11月7日の住之江一般戦「第33回阪神杯」で刀根辰治らを差し切ったのが地元での最後の優勝となり、1999年には唯一の優出となった12月5日の浜名湖一般戦「中日スポーツ ファイナルカップ」でB1レーサーながら服部幸男・荘林幸輝に次ぐ3着に入った。
2000年には19度の優出で2着4回を記録し、2001年1月18日の常滑一般戦「スポニチ杯争奪 第17回英傑戦」で黒明良光らを抜いて優勝。
2001年3月4日の鳴門「一般競走」で玉生正人らを捲り差して最後の優勝を飾り、2003年3月16日の戸田一般戦「第19回内外タイムス杯競走」（4号艇3コース進入で6着）が最後の優出を記録。
2003年9月11日の徳山一般戦「周南市長杯争奪戦」2日目に3R（6号艇3コースから進入）で転覆し、当日の11Rを事前欠場して、同年限りで現役を引退 。
引退後の2004年からはスポーツニッポン評論家を務め、住之江の場内FM「アクアライブステーション」に出演するほか、ボートピア京都やわたに予想屋として所属。

## 主な優勝
- 1984年 - 尼崎開設32周年記念競走、丸亀開設32周年記念競走
- 1987年 - 常滑開設34周年記念「全国争覇特別競走」
- 1988年 - 尼崎・近畿地区選手権競走
- 1991年 - 児島開設39周年記念競走
- 1992年 - 尼崎・近畿地区選手権競走